# Mittel (Schriftmaß)
Non Plus Ultra (2 Punkt)
Microscopique (2,5 Punkt)
Brilliant (3 Punkt)
Diamant (4 Punkt)
Perl (5 Punkt)
Nonpareille (6 Punkt)
Insertio (6,5 Punkt)
Kolonel (7 Punkt)
Petit (8 Punkt)
Borgis (9 Punkt)
Korpus (10 Punkt)
Rheinländer (11 Punkt)
Cicero (12 Punkt)
Mittel (14 Punkt)
Tertia (16 Punkt)
Paragon (18 Punkt)
Text (20 Punkt)
Kanon (36 Punkt)
Konkordanz (48 Punkt)
Sabon (60 Punkt)
Die Mittel ist ein mittlerer Schriftgrad im Bleisatz mit einer Kegelhöhe von 14 Didot-Punkten, das entspricht 5,264 mm. Die Entsprechung in 14 DTP-Punkten misst 4,939 mm. Die Doppelmittel hat eine Größe von zwei Mittel-Kegeln, also 28 Didot-Punkten, das sind 10,528 mm, oder 28 DTP-Punkten, das sind 9,878 mm.
Der Name Mittel leitet sich von ihrer mittleren Stellung der in früheren Druckereien vorhandenen sieben Buchstabengrößen her. Es gab Petit (8 Punkt) als kleinste Schrift, dann Korpus (10 Punkt), Cicero (12 Punkt), Mittel (14 Punkt), Tertia (16 Punkt), Text (20 Punkt) und Kanon (36 Punkt). „Tertia“ war „die Dritte“, von oben herab gezählt, und „Text“ hieß früher auch „Secunda“, also „die Zweite“.
Schriftmaße haben in vielen europäischen Ländern andere Namen oder gleiche Namen bezeichnen unterschiedliche Kegelhöhen. Schriften der Größe Mittel heißen in Frankreich Gros-Texte, in Holland Groote Augustijn oder Dubbel Kolonel, in England English, in Spanien Texto und in Italien Silvio. Die Größe Doppelmittel heißt in Frankreich Petit Canon, in Holland Kleine Kanon, in England Twoline English, in Spanien Petit Cánon und in Italien Canonicino.